# Martijn van Eijzeren
Martijn van Eijzeren (Middelburg, 20 juli 1998), beter bekend als stuntje of stuntkabouter, is een Nederlandse internetpersoonlijkheid, acteur en regisseur. Hij is onder andere bekend door het maken van sketches op meerdere eigen socialemediaprofielen, als acteur in de film Renesse (2016) en de serie Herres (2021).

## Biografie

### Sociale media
Van Eijzeren begon jong met het maken van video's en korte sketches, die hij deelde op platforms zoals YouTube, Instagram en later ook TikTok. Hij maakt hier grappige, meestal absurdistische filmpjes, vaak met zijn retro Tomos-brommer. Hij verscheen ook in video's van youtubers zoals Joost Klein, Nathan Vandergunst en Véras Fawaz.
In 2019 werd hij genomineerd voor de titel van Beste Instagrammer tijdens de The Best Social Awards.

### Muziek
In 2016 maakte hij zijn entree in de muziekwereld door een kort couplet te verzorgen op het nummer "Range Rovers" van het album "Dakloos" van Joost Klein. Later was hij ook te horen op het album "M van Marketing" van Donnie en Joost Klein. Sinds 2016 is Van Eijzeren regelmatig te zien op het podium tijdens optredens van Joost Klein.

### Acteer- en tv-werk
Martijn van Eijzeren heeft ook enkele acteerprestaties op zijn naam staan. In de film "Renesse" uit 2016 vertolkte hij de rol van Luca, een van de vrienden van de hoofdpersoon Bas. Daarnaast was hij te zien in de film "Limburgia" uit 2017 als het personage Apollo. Tussen 2021 en 2022 verscheen hij in vijf afleveringen van de tv-serie "Herres" als Marnix. Ook speelde hij een rol als vlogger in één aflevering van de tv-serie "Nood" in 2021. Verder had hij in 2022 een rol in de film "Sputum" als Fud.
Hij heeft ook kleine rollen gespeeld in diverse reclames, waaronder die van Chocomel en KFC. In het najaar van 2024 was hij samen met Donny Ronny te zien in de Videoland-serie Het Jachtseizoen: Most Wanted.

### Overig werk en samenwerkingen
In juni 2023 was Van Eijzeren samen met Donny Ronny en Joost Klein te gast als overvallers in de webserie "De Kluis" van StukTV. Later was Van Eijzeren opnieuw te zien in een ander programma van StukTV, "Stefans Stilste Show".

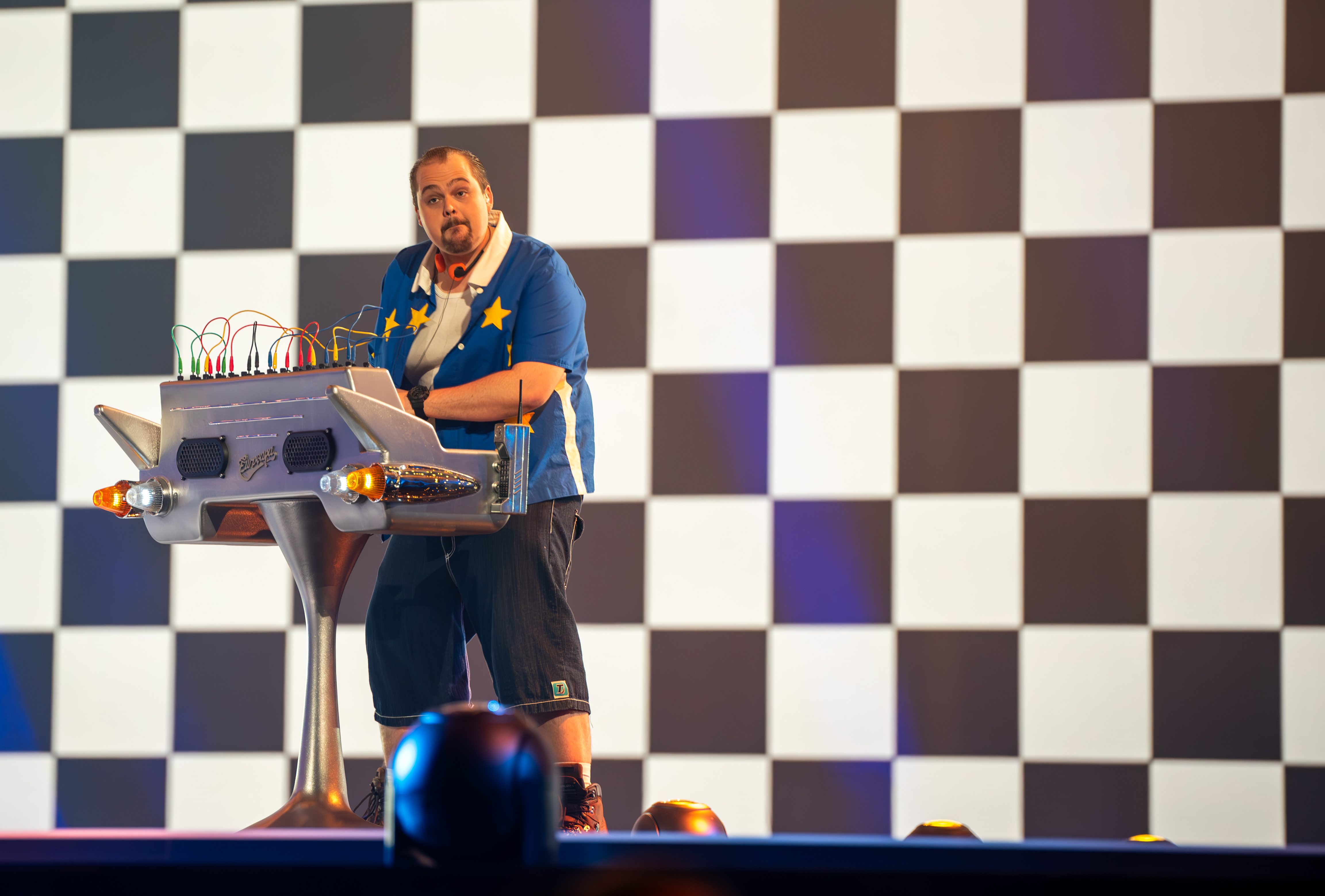
Martijn van Eijzeren tijdens de tweede halve finale aan het Eurovisiesongfestival 2024 aan de toetsen.

In 2024 speelde hij in de videoclip van Europapa van Joost Klein, de inzending van Nederland op het Eurovisiesongfestival 2024. Tijdens de optredens was hij te zien als toetsenist en gitarist.

## Filmografie

### Als acteur
| Jaar      | Titel     | Rol     |
| --------- | --------- | ------- |
| 2016      | Renesse   | Luca    |
| 2017      | Limburgia | Apollo  |
| 2021-2022 | Herres    | Marnix  |
| 2022      | Sputum    | Fod     |
| 2023      | NOOD      | Vlogger |
| 2025      | Rijkdom   | Max     |

### Regisseur van videoclips
| Jaar | Titel            | Artiest                                             |
| ---- | ---------------- | --------------------------------------------------- |
| 2016 | Zelfgemaakt      | Joost                                               |
| 2017 | VROOM (Remix)    | Joost, Donnie, Famke Louise                         |
| 2019 | Summervibes 2019 | Joost                                               |
| 2019 | Klaar!           | Brunzyn, Joost                                      |
| 2020 | Bee The Movie    | Joost                                               |
| 2021 | Peki op de Pont  | Gotu Jim, Nelcon                                    |
| 2021 | Monster Energy   | Rarri Jackson, Joost                                |
| 2021 | Yayaya           | Nelcon, Brunzyn                                     |
| 2022 | Wachtmuziek      | Joost                                               |
| 2022 | Fossiel          | FeestDJRuud, Yung Petsi, Donnie, Joost, Ka$per Hits |